# Fundació Ajuda i Esperança
Fundació Ajuda i Esperança és una fundació creada el 1987 per a supervisar el que es va crear el Telèfon de l'Esperança de Barcelona, organització no governamental posada en marxa el 1969 pel sacerdot de l'Orde dels Germans Menors Caputxins mossèn Miquel Àngel Terribas i Alamego, qui el va dirigir fins a la seva mort el 1986.
Compta amb uns 400 voluntaris que durant les 24 hores del dia atenen, de manera totalment gratuïta i anònima, les trucades de persones que necessiten companyia, comprensió o recursos per solucionar les seves angoixes i problemes puntuals. La Presidenta del Patronat és Maria Rosa Buxarrais, catedràtica de la Facultat de Pedagogia de la Universitat de Barcelona, especialista en educació en valors. El 2009 la Fundació va rebre la Creu de Sant Jordi.